# Davide Drascek
Davide Drascek (Monfalcone, 23 aprile 1981) è un ex calciatore italiano, di ruolo centrocampista.

## Biografia
Coinvolto nell'inchiesta del calcioscommesse, il 26 luglio 2012 viene deferito dal procuratore federale Stefano Palazzi per illecito sportivo in riferimento a Novara-Siena 2-2 del 2011.
Il 1º agosto Palazzi richiede per lui una squalifica pari a 3 anni e 6 mesi, il 10 agosto in primo grado e il 22 agosto in secondo grado la Commissione Disciplinare gli conferma la squalifica. L'11 marzo 2013 viene definitivamente prosciolto da ogni accusa di illecito sportivo.

## Caratteristiche tecniche
Mediano incontrista, può giocare anche come interno di centrocampo.

## Carriera
Cresciuto nel Vicenza (che lo preleva dalla Donatello Udine), tra il 2000 e il 2004 viene ceduto a diverse società delle serie inferiori: passa in prestito a Fiorenzuola e Mantova, e in comproprietà all'Aquila e Giulianova. Nel 2004 rientra a Vicenza, dove inizialmente trova poco spazio, riuscendo comunque a collezionare 44 presenze in due stagioni nella serie cadetta.
Nel 2006 accetta un doppio declassamento, passando in comproprietà alla Cisco Roma di Paolo Di Canio. Vi rimane per una stagione e mezza, e nel gennaio 2008 si trasferisce a titolo definitivo al Venezia, in serie C1, con cui esordisce realizzando un gol nel derby contro l'Hellas Verona. Al termine della stagione 2008-2009, svincolato dopo il fallimento dei lagunari, viene ingaggiato dall'Itala San Marco, in Lega Pro Seconda Divisione, ma già nel febbraio successivo lascia la formazione gradiscana per trasferirsi al Novara, a causa dei problemi economici dell'Itala.
Pur poco utilizzato, contribuisce alla doppia promozione dei piemontesi, dalla Prima Divisione alla serie A; tuttavia non viene riconfermato, e a ottobre 2011 firma per il FeralpiSalò, formazione bresciana di Lega Pro Prima Divisione, con la quale conclude la propria carriera.

## Dopo il ritiro
Terminata la carriera agonistica a causa delle vicende del calcioscommesse, dal 2013 entra nello staff del settore giovanile dell'Udinese.

## Palmarès

### Club

#### Competizioni nazionali
- Lega Pro Prima Divisione: 1

Novara: 2009-2010
- Supercoppa di Lega di Prima Divisione: 1

Novara: 2010